# Шамшин, Владислав Павлович
Владислав Павлович Шамшин (30 мая 1937, Бийск — 27 июня 2014) — народный депутат РФ (1990—1993).

## Биография
- 1960 — окончил Новосибирский институт инженеров водного транспорта.
- 1978 — окончил высшую партийную школу при ЦК КПСС.
- 1975 по 1980 — работал вторым секретарем Якутского горкома КПСС.
- 1980 по 1983 — председатель исполкома Якутского городского Совета народных депутатов
- С октября 1989 — декабрь 1990 гг Председателем Совета Министров Якутской АССР.
- Заместитель директора Института физико-технических проблем Севера (г. Якутск).
- Народный депутат Республики Саха (Якутия).[1]

## Государственная деятельность
- Член Якутского обкома КПСС (1976),
- Член ревизионной комиссии обкома КПСС (1979),
- Член Якутского обкома КПСС (1981—1991) и член бюро (1988),
- Делегат XXVII съезда КПСС,
- Депутат Верховного Совета ЯАССР (1980, 1985),
- Народный депутат РСФСР и ЯАССР (1990).

## Награды и звания
- Медаль «В ознаменование 100-летия со дня рождения Владимира Ильича Ленина» (1970)
- Орден «Знак Почета» (1971)
- Орден Трудового Красного Знамени (1983)
- Заслуженный работник народного хозяйства ЯАССР (1987)[2]